# Stephen Collins
Pour les articles homonymes, voir Collins.
Stephen Collins est un acteur et réalisateur américain, né le 1er octobre 1947 à Des Moines, (Iowa, États-Unis).
Il s'est fait connaître auprès du public en incarnant le rôle d'Eric Camden dans la série Sept à la maison.

## Biographie
Jeune, il joue de la guitare dans plusieurs groupes de rock à Hastings-on-Hudson (The Housemen, The Mustangs, The trolls) ainsi qu'à Amherst (Tambourine Charlie & The Four Flat Tires, The Naugahyde Revolution, The Flower & Vegetable Show qui a participé à la série Sept à la maison). C'est un acteur américain surtout connu pour son rôle d'Eric Camden dans la série télévisée Sept à la maison. Il y joue un pasteur, père de sept enfants.
Il est marié à l'actrice Faye Grant depuis le 21 avril 1985. Ils vivent près de Los Angeles, en Californie, avec leur fille Kate, née en 1989.
En mai 2012, il annonce qu'il se sépare de Faye après 27 ans de mariage.

## Pédocriminalité avérée
Le 7 octobre 2014, le site TMZ publie un enregistrement où Stephen Collins confesse à sa femme avoir abusé de trois adolescentes âgées de 11 à 14 ans. Cet enregistrement a été enregistré à l'insu de Collins par Faye Grant lors d'une thérapie conjugale en 2012 à la suite de leur procédure de divorce. Grant a décidé d'envoyer à TMZ deux ans plus tard pour accélérer la procédure de divorce. Une enquête est alors menée par la police. Le 18 octobre 2014, les charges sont abandonnées puisqu'il y a prescription, les faits étant trop vieux,
En décembre 2014, Collins admet avoir agressé sexuellement trois jeunes filles mineures.

## Filmographie

### Acteur

#### Cinéma
- 1976 : Les Hommes du président
- 1977 : Between the Lines
- 1978 : Fedora
- 1979 : The Promise
- 1979 : Star Trek, le film
- 1980 : L'Amour à quatre mains (Loving Couple)
- 1983 : Comment claquer un million de dollars par jour (Brewster's Millions)
- 1984 : Jumpin' Jack Flash
- 1989 : The Big Picture
- 1990 : Stella
- 1992 : My New Gun (film présenté au festival de Cannes)
- 1997 : Le Club des ex (The First Wives Club)
- 1999 : Drive Me Crazy
- 2006 : Blood Diamond
- 2007 : À la recherche de l'homme parfait
- 2012 : Les Trois Corniauds

#### Télévision

##### Téléfilms
- 1999 : Compte à rebours pour un père
- 1998 : Trop tard pour être mère ?
- 1997 : An Unexpected Family
- 1996 : Drôle de maman
- 1996 : For Love Alone
- 1996 : On Seventh Avenue de Jeff Bleckner : Tom Aiken
- 1996 : Prenez garde à la babysitter
- 1995 : Face au silence
- 1993 : The Disappearance of Nora (en) de Joyce Chopra
- 1992 : Jusqu'à ce que le meurtre nous sépare
- 1986 : Weekend War
- 1984 : Deux garçons et une fille

##### Séries télévisées
- 1978 - 1978 : Drôles de dames ( Steve Carmody)
- 1981 - 1982 : Jake Cutter
- 1983 : Chroniques policières (Chiefs) : Billy Lee
- 1990 - 1991 : Working It Out
- 1994 : Scarlett
- 1995 - 1996 : Les Sœurs Reed (Sisters)
- 1996 – 2007 : Sept à la maison : Révérend Eric Camden
- 2006 - 2007 : It's always sunny in Philadelphia: Bruce Mathis (saison 2 et 3)
- 2007 : Inspecteur Gadget (mini-série)  : The Myz
- 2008 : New York, unité spéciale : Pierson David Bartlett Sr. (saison 9, épisode 18)
- 2009 - 2011 : Private Practice : Le capitaine, le père d'Addison
- 2010 : Brothers & Sisters : Charlie (saison 5, épisode 4)
- 2010 : Super Hero Family : Dr Dayton King
- 2011 : The Office : Walter Bernard, Sr. (saison 8, épisode 4)
- 2012 : Scandal : Reed Wallace (saison 2, épisode 08)
- 2013 : Falling Skies : Président Benjamin Hathaway (saison 3, épisodes 04 et 07)
- 2013 : The Fosters : Stewart Adams (saison 1, épisode 10)
- 2013 : Devious Maids : Philippe Delatour (saison 1)
- 2013-2014 : Revolution : Dr Gene Porter (saison 2)

### Réalisateur
Stephen Collins a réalisé deux épisodes de Sept à la maison
- L'Indic (Paranoia) (épisode 16 saison 3)
- Une chambre sous le toit (Nothing Endures but Change) (épisode 17 saison 2)

## Voix françaises
| - Jean-Luc Kayser dans : - Les Sœurs Reed (série télévisée) - Sept à la maison (série télévisée) - Blood Diamond - New York, unité spéciale (série télévisée) - Private Practise (série télévisée) - Brothers & Sisters (série télévisée) - Super Hero Family (série télévisée) - The Office (série télévisée) - Falling Skies (série télévisée) - Scandal (série télévisée) - Devious Maids (série télévisée) - Revolution (série télévisée) | - Hervé Bellon dans : - Star Trek, le film (1er doublage) - Comment claquer un million de dollars par jour - Scarlett (mini-série) et aussi - Pierre Fromont dans Les Hommes du président - Guy Chapellier dans Fedora - Éric Aubrahn dans Star Trek, le film (2e doublage) - Michel Derain dans Jumpin' Jack Flash - Daniel Beretta dans Le Club des ex - Raphaël Anciaux dans Les Trois Corniauds |